# Борживој I, војвода Чешке
Борживој I (чеш. Bořivoj I.; око 852 — 889) био је први историјски кнез Чешке (870-872), династије Пшемисловића. Према легенди био је син чешког кнеза Гостивита.
У почетку своје владавине његови поседи били су везани за тврђаву Леви Храдек (северозапад модерног Прага) у били су део Велике Моравске. Први пут се помиње у историјским документима 870. године, када је учествовао на страни Великог кнеза Сватоплука I у борби против франачког краља Лудвига II Немачког. Заузврат је од Сватоплука добио поседе у централном делу модерне Чешке, где је на планини Градишин саградио тврђаву, на месту где је касније настао град Прагу. Око 872. године Сватоплук I великоморавски кнез прогласио га је краљем Чеха.
У то време је према предању, Борживој крштен на двору кнеза Сватоплука I. За потребе ширења хришћанства у земљи Чеха, кнез Велике Моравске је послао светог Методија Солунског који је крстио Борживоја, његову жену Људмилу и неколико принчева, док су већина Чеха остали пагани. У својој новој престоници Борживој је изградио прву хришћанску цркву у Чешкој - Црква Светог Климента. Чеси који су били незадовољни политиком христијанизације коју је спроводио Борживој 883. или 884. године подигли су побуну против кнеза коју је предводио његов рођак Стројимир. Борживој је пребегао код кнеза Сватоплука а онда у савезу са њим угушио устанак. У част ове победе изградио је у својој престоници цркву Пресвете Богородице. Неколико година након тога Борживој је умро. Након његов смерти чешка земља је била под директном надлежношћу моравског кнеза Сватоплука. Међутим, после његове смрти 894. кнез Чеха је постао Борживојев најстарији син - Збигњев I Пшемисл, а од 915. и млађи син Вратислав I Пшемисл. Њихова мајка и његова жена била је Људмила од Чешке.